# Хелен Џој
Хелен Џој (енгл. Hélène Joy; Перт, 21. октобар 1978) је аустралијско-канадска глумица рођена у Аустралији. Најпознатија је по свом раду у телевизијским серијама Округ Дарам и Мердокове Мистерије.

## Биографија
Џој је рођена и одрасла у Перт у Западној Аустралији. Почела је да глуми у у Вишој гимназији у Кевадлеу, предграђу Перта.  Након тога је са омладинским позориштем пропутовала Европу, а годину дана је студирала на Универзитету Куртин гдје је водила студентско позориште, прије него што је уписала Западноаустралијску Академију сценских умјетности у Перту гдје је дипломирала глуму. Добитник је Академијне награде "Лесли Андерсон" за најбољег извођача.
Била је веганка и ужива у путовањима по цијелом свету током слободног времена. Обучена је и лиценциран је као агент за некретнине у Аустралији.

## Каријера

### Телевизија и филм
Имала је мање улоге у аустралијским телевизијским серијама, као што су: "Snowy River: The McGregor Saga" (1996), "Water Rats" (1996–97), "Big Sky" (1997), и "Stingers" (1999). Након три године, на наговор свог тадашњег момАгент за некретнинека, преселила се у Ванкувер, Британска Колумбија, Канада.
По доласку у Ванкувер, Џој је пронашла посао на емисијама као што су: "First Wave" (2000), "The Outer Limits" (2001), "The Chris Isaak Show" (2002), и Зона сумрака (2002). Године 2003. добила је главну улогу Џуди Сарџик у краткотрајном телевизијском ситкому СиБиеС Телевизије "Американац у Канади" (2003-2004)  која је била номинована за награду "Гемини" 2003. за најбоље групно извођење у хумористичкој серији/програму. У играном филму "Desolation Sound" појавила се 2005.
Док је још боравила у Ванкуверу, започињала је са глумом у Торонту, укључујући споредну улогу у ТВ филму: "Мердокове мистерије: Под змајевим репом" (2004). Након што се преселила у Торонто играла је репризирајуће улоге у ТВ серијама као што је "This Is Wonderland"(2005–06) и "ReGenesis" (2006). Затим је глумила у "Округ Дарам" између 2007. и 2010. године, а појавила се и као Док у сапуници која је ишла у ударном термину MVP: The Secret Lives of Hockey Wives (2008).
На Божић, 25. децембра 2007, Џој се појавила у фантастичној музичкој филмској верзији балета "Крцко Орашчић", "Тајна Крцка Орашчића", заједно са глумцем Брајан Кокс. Џој је глумила у филму "An Old Fashioned Thanksgiving" са Жаклин Бисет за Халмарк 2008.
Имала је гостујуће улоге у "Heartland, Rookie Blue" (2011), "Republic of Doyle" (2012) и "The L.A. Complex" (2012).
Глумила је и у "Под змајевим репом" трећем ТВ филму о детективу Вилијаму Мердоку и његовим јединственим способностима. Глумила је психопату, убицу беба која умире од сифилиса. Аутор Морин Џенингс била је толико импресионирана њеним глумачким способностима да је успјешно извршила притисак на продуценте серије да је изаберу за улогу др Џулије Огден. Џој је ангажована за ову улогу и константно глуми овај лик у серији "Мердокове мистерије" од 2008. године. 
Била је гласовни глумац у неколико канадских анимираних серија.

### Позориште
Џојина позоришна каријера започела је у Аустралији улогама у Шекспировом програму у Bell Shakespeare Company, аустралијској национална позоришној трупи. Затим је одиграла неколико улога при Позоришној трупи из Мелбурна: Офелију у "Хамлету", лејди Магбет у "Магбету" и Џулију у "Ромео и Јулија". На канадској позоришној сцени дебитовала је 2012. у представи "Speaking in Tongues", аустралијског драмског писца Ендру Бовела.